# أنخيل إيدو
أنخيل إيدو (بالإسبانية: Ángel Edo) (و. 1970  م) هو راكب دراجة هوائية إسباني، ولد في ڤابا، شارك في الألعاب الأولمبية الصيفية 1992.

## سباقات أو مراحل فاز بها
| التاريخ        | السباق                  | المركز                  |
| -------------- | ----------------------- | ----------------------- |
| 05 أغسطس 1992  | 1992 فولتا كاستيلا ليون | المركز الثالث           |
| 01 يناير 1993  | 1993 Trofeo Sóller      | المركز الثالث           |
| 01 يناير 1993  | 1993 Trofeo Alcúdia     | المركز الثالث           |
| 01 يناير 1994  | 1994 Trofeo Alcúdia     | المركز الثالث           |
| 01 يناير 1994  | 1994 Trofeo Sóller      | الفائز في التصنيف العام |
| 19 مارس 1994   | ميلان-سان ريمو 1994     | السابع في التصنيف العام |
| 01 يناير 1995  | تروفيو كالفيا 1995      | المركز الثالث           |
| 01 يناير 1995  | 1995 Trofeo Alcúdia     | المركز الثاني           |
| 01 يناير 1996  | 1996 Trofeo Mallorca    | المركز الثاني           |
| 01 يناير 1996  | سيركويتو دي جيتكسو 1996 | المركز الثالث           |
| 01 يناير 1997  | سيركويتو دي جيتكسو 1997 | المركز الثاني           |
| 28 فبراير 1999 | طواف ألميريا 1999       | المركز الثالث           |
| 29 أبريل 2000  | 2000 Volta ao Alentejo  | المركز الثالث           |

## روابط خارجية
- أنخيل إيدو على موقع الاتحاد الدولي للدراجات (الإنجليزية)
- أنخيل إيدو على موقع أرشيف الدراجات (الإنجليزية)
- أنخيل إيدو على موقع إحصائيات الدراجات الإحترافية (الإنجليزية)
- أنخيل إيدو على موقع CycleBase (الإنجليزية)
- أنخيل إيدو على موقع أوليمبيديا (الإنجليزية)